# Боара-Пизани
Боара-Пизани (итал. и вен. Boara Pisani) — коммуна в Италии, располагается в провинции Падуя области Венеция.
Население составляет 2507 человек, плотность населения составляет 157 чел./км². Занимает площадь 16 км². Почтовый индекс — 35040. Телефонный код — 0425.
Покровительницей коммуны почитается Пресвятая Богородица, празднование 5 августа.